# Talagh
Telagh (arab. تلاغ; fr. Telagh) – jedna z 52 gmin w prowincji Sidi Bu-l-Abbas, w Algierii, znajdująca się w środkowej części prowincji. W 2008 roku gminę zamieszkiwało 24594 osób. Numer statystyczny gminy w Office National des Statistiques d'Algérie to 2205.